# Erlend Loe
Erlend Loe (født 24. maj 1969 i Trondheim) er en norsk romanforfatter, oversætter og filmmanuskriptforfatter. Han har tidligere arbejdet på en psykiatrisk klinik og været freelancer ved den norske Adresseavisen. Erlend Loe bor og arbejder i Oslo.

## Biografi
Loe er cand.mag. i folkemindevidenskab, filmvidenskab og litteraturvidenskab og har derudover en uddannelse som manuskriptforfatter fra Den Danske Filmskole i København. Desuden har han været på Kunstakademiet i Trondheim en kort periode. Loe aftjente sin værnepligt som militærnægter i teatergruppen Stella Polaris, hvor han var skuespiller og altmuligmand. Her fandt han ud af at teater absolut ikke var noget for ham.
Han debuterede i 1993 med bogen Tatt av kvinnen (Dansk: Kvinden flytter ind (2007)). 1994 udkom børnebogen Fisken, som var den første bog der blev oversat til dansk (1995). Loe har en speciel skrivestil som efter bogen Naiv.Super. ofte bliver karakteriseret som naivistisk. Han bruger ofte virkemidler som ironi, overdrivelse og humor. Hovedpersonene i bøgerne er ofte lidt småsære personer med egne tanker om livet.
Hans bøger er oversat til dansk, svensk, finsk, estisk, islandsk, hollandsk, tysk, polsk, russisk, slovakisk, engelsk, italiensk, fransk og portugisisk.

## Priser
- Kultur- og kirkedepartementets billedbokpris for barne- og ungdomslitteratur 1996, for Den store røde hund (sammen med Kim Hiorthøy)
- Cappelenprisen 1997
- Kritikerprisen for barne- og ungdomsbøker 1998, for Kurt – Quo vadis
- Bokhandlerprisen 1999, for L
- Trondheim kommunes kulturpris 2002
- Sør-Trøndelag fylkes kulturpris 2005
- Prix Européen des Jeunes Lecteurs 2006, for Naiv. Super (uddeles af Europaparlamentet)
- Prix Tam-Tam 2006, for Kurt et le poisson (Fisken) (fransk)
- Kristendummen 2008, for Kurtby